# Dendrophryniscus berthalutzae
Espèce
Statut de conservation UICN

 LC  : Préoccupation mineure
Dendrophryniscus berthalutzae  est une espèce d'amphibiens de la famille des Bufonidae.

## Répartition
Cette espèce est endémique du Brésil. Elle se rencontre dans l'est des États de Santa Catarina et du Paraná entre 300 et 1 100 m d'altitude dans la Serra do Mar, la Serra do Tabuleiro et la Serra Geral.

## Description

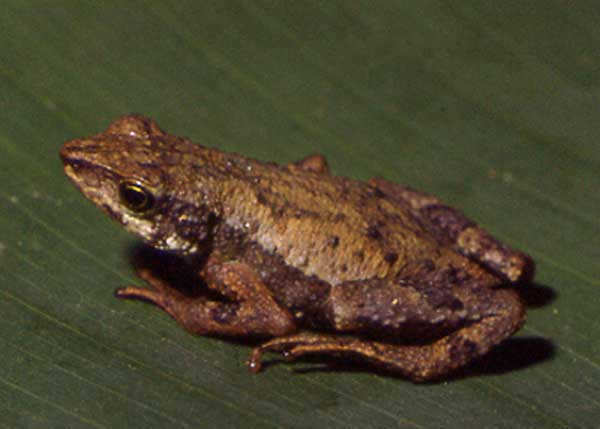
Dendrophryniscus berthalutzae

Le mâle mesure 20 mm et la femelle 24 mm

## Étymologie
Cette espèce est nommée en l'honneur de Bertha Lutz.

## Publication originale
- Izecksohn, 1994 "1993" : Três novas espécies de Dendrophryniscus Jiménez de la Espada das regiões sudeste e sul do Brasil (Amphibia, Anura, Bufonidae). Revista Brasileira de Zoologia, vol. 10, no 3, p. 473-488 (texte intégral).